# Philometra serraticornis
Philometra serraticornis là một loài bướm đêm trong họ Noctuidae.